# Gyropidae
Die Gyropidae sind eine Familie der Tierläuse. Von anderen Tierläusen unterscheiden sie sich dadurch, dass die Tarsi des mittleren und hinteren Beinpaars entweder keine oder nur eine Kralle tragen.
Zur Familie gehören neun Gattungen:
- Abrocomophaga Emerson & Price, 1976
- Aotiella Eichler, 1949
- Gliricola Mjoberg, 1910
- Gyropus Nitzsch, 1818
- Macrogyropus Ewing, 1924
- Monothoracius Werneck, 1934
- Phtheiropoios Eichler, 1940
- Pitrufquenia Marelli, 1932
- Protogyropus Ewing, 1924

Die Vertreter der Gattungen Gliricola und Gyropus sind Parasiten bei Meerschweinchen, Aotiella spp. befallen Primaten.